# 神奈川日産自動車
神奈川日産自動車株式会社（かながわにっさんじどうしゃ）とは、かつて神奈川県横浜市西区花咲町に本社を置いていた日産自動車の販売会社である。

## 沿革
- 1946年（昭和21年）12月26日 - 創業。
- 1956年（昭和31年）9月25日 - 神奈川日産自動車株式会社設立。（横浜日産モーター株式会社 創業）
- 2005年（平成17年）4月1日 - 横浜日産モーターが神奈川日産自動車を吸収合併し、横浜日産モーターの赤字を清算[要出典]。（二代目）神奈川日産自動車株式会社に商号変更。
- 2024年（令和6年）4月1日 - 日産プリンス神奈川販売株式会社に合併し解散。日産プリンス神奈川販売は商号を日産神奈川販売株式会社に変更。

## 事業所（店舗）

### 新車販売店舗・サービス工場
- 川崎六郷橋店 - 川崎市川崎区堀之内町10-12
- 川崎小倉店 - 川崎市幸区小倉5-17-27
- 鶴見中央店 - 横浜市鶴見区鶴見中央3-17-1
- 子安店 - 横浜市神奈川区入江1-26-4
- 神奈川三枚町店 - 横浜市神奈川区三枚町111-2
- 中原店 - 川崎市中原区宮内2-20-5
- 千年店 - 川崎市高津区千年822
- 宮前店 - 川崎市宮前区馬絹6-5-20
- 登戸店 - 川崎市多摩区宿河原2-42-10
- 百合ヶ丘店 - 川崎市麻生区古沢80
- 青葉藤が丘店 - 横浜市青葉区藤が丘1-9-1
- 佐江戸店 - 横浜市都筑区佐江戸町740
- 港北ニュータウン店 - 横浜市都筑区茅ヶ崎南5-1-38
- ニュータウン都筑店 - 横浜市都筑区北山田5-17-21
- 港北日吉店 - 横浜市港北区箕輪町2-5-57
- 横浜中店（旧・伊勢佐木長者町店）- 横浜市中区長者町1-3-3
- 中央店（店舗兼現本社。旧・横浜日産モーター本社）- 横浜市西区花咲町6-139
- 西横浜店（旧・神奈川日産本社）- 横浜市西区久保町9-1
- 港南日野店 - 横浜市港南区日野中央2-3-2
- 磯子店 - 横浜市磯子区坂下町1-65
- R1東戸塚店 - 横浜市戸塚区前田町36
- 金沢幸浦店 - 横浜市金沢区幸浦2-17-2
- 金沢店 - 横浜市金沢区六浦1-15-4
- 追浜店 - 横須賀市夏島町1
- 横須賀佐原店 - 横須賀市佐原2-742-5
- 横須賀佐原インター店 - 横須賀市佐原2-765
- 武山店 - 横須賀市林1-30-6
- 鎌倉大船店 - 鎌倉市岩瀬1340
- 鎌倉手広店 - 鎌倉市寺分214
- 大和深見店 - 大和市深見489
- 綾瀬小園店 - 綾瀬市小園1020-1
- カレスト座間店 - 座間市広野台2-10-3
- 相模大野店 - 相模原市南区鵜野森3-6-15
- 北里店 - 相模原市南区麻溝台1-4-2
- 麻溝台店 - 相模原市南区麻溝台8-21-19
- 相模原南橋本店 - 相模原市中央区清新5-22-20
- 相模原清新店 - 相模原市中央区清新4-8-8
- 津久井店 - 相模原市緑区太井142-1
- 長後店 - 藤沢市高倉765
- 湘南台店 - 藤沢市湘南台6-34-11
- 環状4号いずみ店 - 横浜市泉区上飯田町2125-3
- 旭都岡店 - 横浜市旭区都岡町11-7
- 鶴ヶ峰店 - 横浜市旭区鶴ヶ峰本町1-27-5
- 三ツ境店 - 横浜市瀬谷区三ッ境106-13
- 藤沢店 - 藤沢市辻堂元町5-13-15
- 藤沢大庭店 - 藤沢市大庭5144-2
- 茅ヶ崎本村店 - 茅ヶ崎市本村1-3-2
- 茅ヶ崎今宿店 - 茅ヶ崎市今宿430
- 平塚花水橋店 - 平塚市平塚3-22-19
- 平塚四之宮店 - 平塚市四之宮5-28-5
- 平塚田村店 - 平塚市田村4-15-21
- 厚木旭町店 - 厚木市旭町4-11-10
- 厚木妻田店 - 厚木市妻田北1-18-11
- 伊勢原店 - 伊勢原市田中308-1
- 伊勢原246店 - 伊勢原市板戸230
- 秦野店 - 秦野市平沢249-1
- 小田原255店 - 小田原市西大友125-1
- 小田原東町店 - 小田原市東町5-13-39
- 足柄店 - 足柄上郡開成町吉田島758-1
- 法人営業部（サービス工場無し） - 横浜市磯子区坂下町 1-1

### 中古車販売店舗
- 百合ヶ丘マイカーセンター - 川崎市麻生区古沢52-2
- カーステーション都筑 - 横浜市都筑区北山田5-17-21
- 港北ニュータウンマイカーセンター - 横浜市都筑区荏田南1-1-4
- 上大岡マイカーセンター - 横浜市港南区上大岡西3-15
- カーステーション戸塚 - 横浜市戸塚区戸塚町1024
- 横須賀マイカーセンター - 横須賀市佐原2-742-5
- カーステーション藤沢北 - 藤沢市亀井野2-25-5
- ユーカーカレスト座間 - 座間市広野台2-10-3
- 茅ヶ崎マイカーセンター - 茅ヶ崎市今宿430
- 平塚田村マイカーセンター - 平塚市田村6-21-21

## 神奈川県内の他日産車販売店
- 日産サティオ湘南
- 日産プリンス神奈川販売